# دیوار (فیلم ۱۳۸۶)
دیوار عنوان فیلمی اجتماعی به کارگردانی و نویسندگی محمدعلی طالبی محصول سال ۱۳۸۶ است.

## داستان فیلم
ستاره دختر بیست ساله ای است که پس از مرگ پدرش ـ که با موتورسواری روی دیوار مرگ گذران زندگی می‌کرده ـ زندگی سخت و فقیرانه ای با مادرش اعظم و برادر کوچک ترش شهاب دارد. شهاب اکنون حرفه پدر را ادامه می‌دهد اما به دلیل بی علاقگی و ناشی بودن، مشتری چندانی ندارد و از همین رو محمود که با پدر شهاب و ستاره شریک بود تصمیم به بستن و تعطیلی دیوار مرگ می‌گیرد و پس از افتادن شهاب از دیوار و شکستگی پایش، در این امر راسخ تر می‌شود. ستاره با اصرار زیاد به محمود می‌قبولاند که خودش توانایی این حرفه را دارد و پس از تمرین فراوان، کارش با استقبال فراوان مشتریان و رسانه‌ها روبرو می‌شود. اعظم و شهاب پس از آنکه ماجرا را می‌فهمند ابتدا او را از این کار منع می‌کنند اما با اصرار محمود قانع می‌شوند؛ تا آنجا که شهاب هم پس از بهبودی پایش، ستاره را در موتورسواری روی دیوار همراهی می‌کند. استقبال از درخشش ستاره، برخی سرمایه گذاران را برمی‌انگیزد تا به او پیشنهاد کنند کارش را در خارج از کشور نیز عرضه کند. اما در آستانه عزیمت به خارج، ناگهان دیوار مرگ به حکم دادگاه توسط نیروی انتظامی تعطیل می‌شود و علت این تعطیلی نیز مسئله دار بودن موتورسواری یک دختر جوان اعلام می‌شود. ستاره تلاش می‌کند این مانع را از سر راه بردارد اما به نتیجه نمی‌رسد. برای همین به راه حل تازه ای فکر می‌کند.

## بازیگران
| بازیگر          | نقش                               |
| --------------- | --------------------------------- |
| گلشیفته فراهانی | ستاره                             |
| محمد کاسبی      | اوستا محمود                       |
| مهرداد صدیقیان  | شهاب                              |
| آزیتا حاجیان    | مادر ستاره و شهاب                 |
| ابراهیم‌آبادی    | سیفی (پدر نسترن)                  |
| منوچهر آذری     | زعفرانی (سرمایه‌گذار ستاره و شهاب) |
| محمد ابهری      | رئیس شهربازی                      |
| مسیح میرحسینی   | نسترن                             |